# Albert Trabaud
Albert Trabaud (Lorient, 23 de juliol de 1872-Marsella, 9 de setembre de 1935), fill de Gustave Trabaud i Sophie Kirkham, fou un militar francès. Estava casat (1902) amb Madeleine Dupré, amb qui va tenir una filla de nom Jeanne Trabaud.
El 1888 va entrar a la marina i fou aspirant a Port Lorient el 5 d'octubre de 1891. L'1 de gener de 1892 fou destinat al cuirassat "Courbet" de l'esquadra de la Mediterrània; l'1 de gener de 1894, fou destinat al creuer Aréthuse, Divisió naval de l'Atlàntic; fou ascendit a Insígnia de vaixell el 27 gener de 1894; l'1 de gener de 1896 fou destinat a l'avís "Mésange", a l'estació local del Senegal; el 1897 va tornar a Port Lorient; l'1 de gener de 1899 va anar al transport Isère, del Servei del litoral; el 7 de novembre de 1899 fou nomenat adjunt del comandant de torpeders en reserva de la defensa mòbil de Lorient; el 1901-1902 fou segon de la canonera Zélée, de la Divisió naval de l'oceà Pacífic, sent ascendit a tinent de vaixell el 12 d'octubre de 1901; va tornar a Lorient el 1903 i el 5 de desembre fou fet comandant d'un grup de torpeders de la defensa mòbil del port; el 15 de febrer de 1905 fou membre de la comissió d'experiències d'artilleria a Gâvres; després fou oficial de canonera; fou fet cavaller de la Legió d'Honor el 30 de desembre de 1906; el 1907 fou destinat al "Couronne"; el 1908 al creuer cuirassat "Jules-Michelet" amb base a Lorient. Després fou oficial d'acadèmia i de l'escola superior de la Marina (promoció 1909); el 1911 va ser enviat al cuirassat Patrie, de la 1ª esquadra. El 1912 va tornar a Lorient. El 1914 estava al creuer cuirassat Jeanne-d'Arc, École d'application des Aspirants. Al final d'agost de 1915 fou capturada l'illa Rouad (Arwad) i Trabaud en fou nomenat governador l'1 de setembre. Fou ascendit a capità de corbeta l'1 de juliol de 1917. Tornà a Lorient el 1918 i ascendit a capità de fragata el 9 de març de 1918; l'illa Rouad va passar a ser integrada en els OETA/ATEO (Occupied Enemy Territory Administration) fins que l'1 de setembre de 1920 va passar al Territori dels Alauites; fou fet oficial de la Legió d'honor el 15 de gener de 1920. Establert a Beirut abans d'abril de 1920 fou nomenat a més de governador de l'estat del Gran Líban amb efectes de 1 de setembre de 1920, ocupant el càrrec fins l'abril de 1923.